# Catalogue of the Ferns in the Royal Gardens of Kew
Catalogue of the Ferns in the Royal Gardens of Kew (abreviado Cat. Ferns Gard. Kew) es un libro ilustrado con descripciones botánicas que fue escrito por el botánico inglés John Smith. Se publicó en Londres en el año 1856.